# Janko Zerzer
Janko Zerzer (cêrcer), slovenski učitelj, jezikoslovec, zgodovinar in manjšinski delavec na avstrijski Koroški, * 7. november 1935, Sveče (nem. Suetschach) pri Bistrici v Rožu.

## Življenje in delo
V letih 1946−53 je obiskoval je škofijsko gimnazijo na Plešivcu (nem. Tanzenberg) blizu Gospe Svete, 8. razred z maturo pa je končal 1954 v Celovcu. Na Dunaju je sprva obiskoval 2 semestra na ekonomski visoki šoli, nato pa na dunajski univerzi zgodovino in nemščino (1955-62). Leta 1962 je doktoriral z disertacijo Die deutschen Lehnwörter in d. slow. Mundart von Suetschach. Od 1965 poučuje nemščino in zgodovino na Zvezni gimnaziji za Slovence v Celovcu. V letih 1967–73 je dodatno učil na Kmetijski strokovni šoli v Podravljah (nem. Föderlach) pri Beljaku, od 1975 na Višji šoli za  gospodarske poklice slovenskih šolskih sester v Šentpetru (pri Šentjakobu v Rožu).
Že kot dijak je deloval v slovenskih društvih in oganizacijah; pozneje je bil med drugim predsednik Kluba slovenskih študentov na Dunaju, tajnik Narodnega sveta koroških Slovencev in predsednik Krščanske kulturne zveze. V sodelovanju s Slovensko prosvetno zvezo in matično Slovenijo se zavzema za idejni pluralizem in pri tem poudarja krščanske duhovne vrednote. Od 1981 v Svečah organizira Sveški mednarodni slikarski teden; v letih 1981−89 je tu predsednik kulturnega drušva Kočna; od 1980-85 je urejal list Naša občina - Unsere Gemeinde. Veliko je objavljal v koroških slovenskih in avstrijskih časnikih in revijah. Zerzer je s Francom Kattnigom soavtor seznama dvojezičnih krajevnih imen južne Koroške Dvojezična Koroška - Zweisprachiges Kärnten (Celovec, 1982), je tudi soavtor učbenika Zgodovina koroških Slovencev od leta 1918 do danes (Celovec, 1985; nemška izdaja 1998).